# 亚历山大·维特科
亚历山大·维克托罗维奇·维特科上将（俄语：Александр Викторович Витко，1961年9月13日—）是俄罗斯海军退役军官，2013年4月至2018年6月期间担任俄罗斯黑海舰队指挥官。

## 生平
1961年9月13日出生于白俄罗斯苏维埃社会主义共和国维捷布斯克。1984年毕业于纳希莫夫海军学校，并在太平洋舰队服役。2009年至2013年任北方舰队副司令员。
维特科于2013年4月15日开始指挥黑海舰队。
维特科积极参与了2014年克里米亚危机事件。他于3月4日凌晨5:00前向乌克兰军队发出投降的最后通牒，威胁要袭击乌克兰武装部队在克里米亚的办公室和单位。2014年3月4日，他与阿列克谢·恰雷一起访问了乌克兰海军总部。第二天，他被乌克兰总检察长以煽动叛国罪和破坏乌克兰军队组织的罪名起诉。
俄罗斯国防部称这是一次旨在企图破坏克里米亚局势稳定的挑衅行动。据国防部副部长阿纳托利·安东诺夫称，黑海舰队司令官依法履行职责，严格遵守俄乌两国关于将俄罗斯舰队驻扎在乌克兰的协议和《俄罗斯联邦武装力量宪章》。2014年3月12日，俄罗斯联邦调查委员会对总检察长办公室对维特科的非法决定展开刑事调查。他将成为欧盟和美国资产冻结、旅行禁令和制裁的目标之一。
2018年6月26日，俄罗斯宣布维特科被亚历山大·莫伊谢耶夫中将取代，维特科被分配到“海军最高司令部的一个新岗位”。
2019 年，维特科被任命为海军总参谋长，接替安德烈·沃洛任斯基中将，并被视为德米特里·奥夫相尼科夫的潜在政治替代者。